# Ч'ар (грузинська літера)
Ч'ар (ჭარი, [ʧari]) — тридцята літера грузинської абетки.
Приголосна літера. Вимовляється як українська [ ч’ ] (МФА /tʃʼ/). За міжнародним стандартом ISO 9984 транслітерується як č.
Не слід плутати її з літерою чин ჩ, яку вимовляють з придихом.

## Історія
| Асомтаврулі | Нусхурі | Мхедрулі |
| ----------- | ------- | -------- |
|             |         |          |

## Юнікод
- Ⴝ : U+10BD
- ჭ : U+10ED